# 基督教香港信義會禾輋信義學校
基督教香港信義會禾輋信義學校（英語：The ELCHK Wo Che Lutheran School），為香港沙田區一所津貼小學，其前身為1950年在沙田墟設立的沙田信義學校，於1979年遷入禾輋邨，再於2010年原邨遷置。

## 歷史
此校於1950年在沙田墟創立，為一所半日制小學，三年後因學生人數增加而遷入第二代校舍。
因沙田新市鎮發展，此校早於1973年已申請瀝源邨擬建「火柴盒」小學遷校，但不果。至1978年，政府正式宣佈收回第二代校舍用地，家、校各方隨即向政府請願，要求給予校舍續辦。其後，政府答允分配禾輋邨校舍供此校，並於翌年遷置。
至1994年，此校轉為全日制，並維持至今。
由於第三代校舍需與特殊學校共用，空間不足，此校於2008年成功申請再遷至同邨被「殺校」的前保良局黃族宗親會小學，並於2010年搬入；14年後，此校第四度爭取遷校，並獲分配同區博康邨、前港九潮州公會馬松深中學的校舍。

## 校舍

### 禾輋邨第三、四代校舍
第三、四代校舍均為設有6樓的「火柴盒」小學，而兩者皆曾擴建。當中，此校僅佔用第三代校舍的2樓及以上樓層，僅設18間課室及特別室，而1樓為香港耀能協會高福耀紀念學校校舍。
至於現時使用的第四代校舍，則佔地3,938平方米，設有24間課室及特別室。
隨著2010年此校原邨遷置，第三代校舍2-4樓撥予高福耀紀念學校，其餘樓層則供毗鄰的沙田蘇浙公學作擴展。至於第四代校舍的未來用途，目前暫時未明。

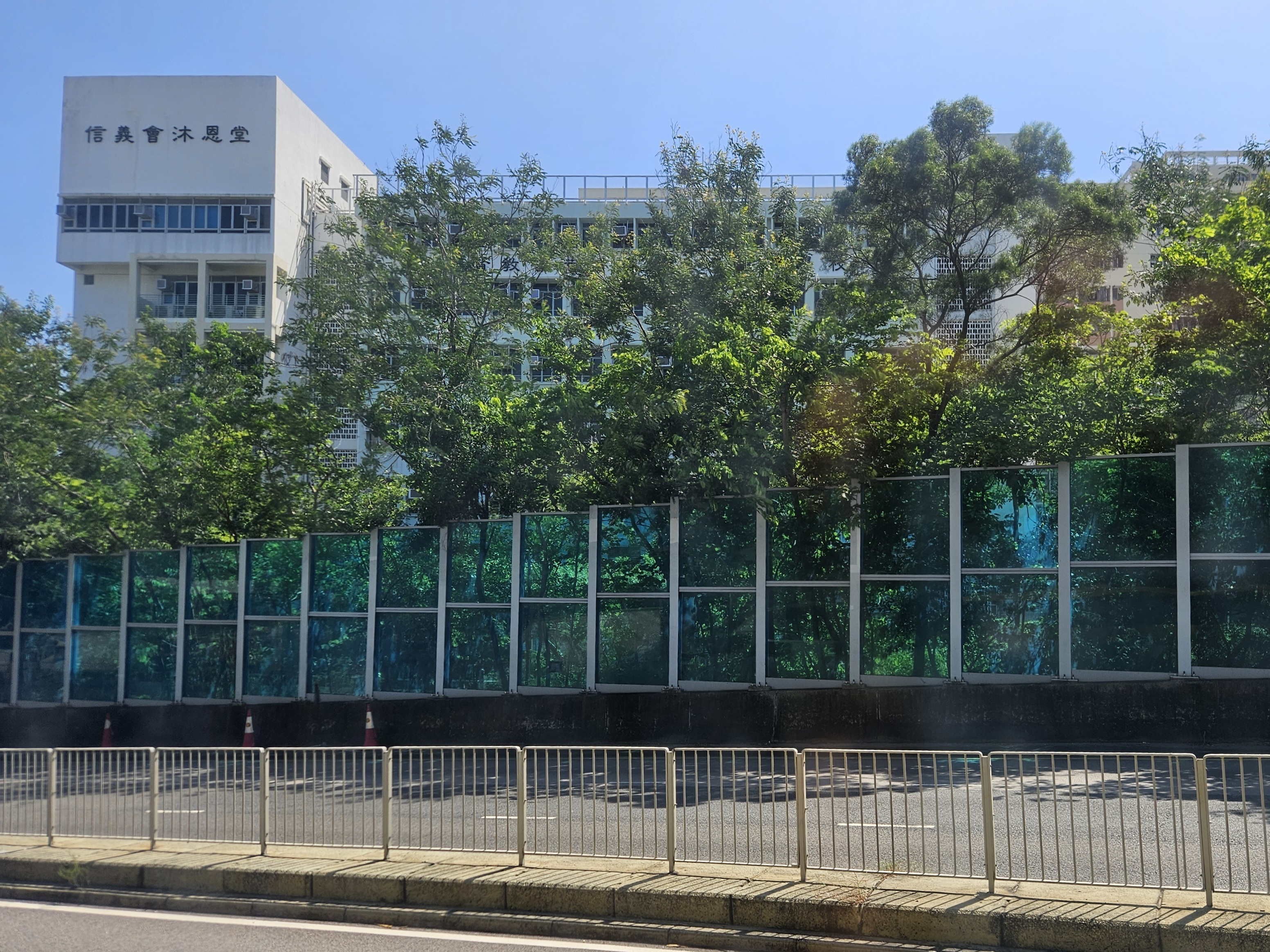
第四代校舍，前方道路為火炭路

### 博康邨第五代校舍
第五代校舍為一座全連環型校舍，佔地6,847平方米，現時尚未動工改裝，原來設有24間課室及各種特別室，其禮堂與基督書院相連。校舍由宏勝建築有限公司承建，1990年建成，並曾於1997年加建5樓。
兩校為最後一組由建築署直接興建，及全港倒數第二組同款校舍，於1989年招標及動工。

## 歷任行政人員[7]

### 監督/校監
- 崔慕明 牧師（兼校主）[13]
- ？年-1979年：柯國鑾 先生
- 1979年-1984年：何其遠 先生
- 1984年-1997年：馬寧熙 先生，MBE，JP[註 5]
- 1997年-2004年、2006年-2010年：陳國權 牧師
- 2004年-2006年：楊有志 牧師
- 2010年-2020年：吳麗卿 牧師
- 2020年-2023年：李志雄 牧師
- 2023年起：劉其盛 牧師（現任校監）

### 校主/校長

#### 上、下午校
- 郭秀雲 女士[3]
- 崔慕明 牧師
- 1971年-1976年[14]：孫何冰姿 女士[註 6]
- 1976年-1979年：劉仕勳 先生[4][註 7]

#### 上午校
- 1979年-1994年：劉仕勳 先生

#### 下午校
- 1979年-1989年：李靜嫻 女士
- 1989年-1994年：宋昭華 女士

#### 全日制
- 1994年-2007年：冼杞烈 先生
- 2007年-2024年：蕭偉樂 先生
- 2024年起：梁麗顔 女士（現任校長）

## 事件
- 2009年7月5日，43歲內地男子許勝其疑因求財不遂，在粉嶺坪輋村斬殺其表兄譚成輝一家，當中遇害的兩名兒童為此校學生，另譚氏亦兼任此校家教會義務秘書。事後，教育局向此校師生提供緊急輔導[15]。

## 註解
1. ↑  校方以1979年第二次遷校為官方創辦日期。然而，由於禾輋信義學校由「沙田信義學校」遷置而成，故以原校創辦日期為準。
2. ↑  2024/25學年
3. ↑  2023/24學年
4. ↑  最後一組為天光道官立中學及元朗信義中學重置校舍，由房委會代建，於1993年完工。
5. ↑  本身為同系元朗信義中學校長。
6. ↑  已於2004年病逝。
7. ↑  後專任上午校校長，直至退休。

## 外部連結
- 基督教香港信義會禾輋信義學校（官方網頁） （页面存档备份，存于）